# Santuario del Buen Suceso
El santuario o ermita del Buen Suceso es un templo católico del municipio español de Huergas de Gordon, en la provincia de León.

## Descripción
Está en la localidad leonesa de Huergas de Gordón, perteneciente al término municipal de La Pola de Gordón, en concreto junto a la carretera N-630. Su origen se remonta al siglo XVIII, si bien está construido sobre un inmueble previo.
El 27 de abril de 1983 fue declarada monumento histórico-artístico de carácter nacional mediante un decreto publicado el 3 de junio de ese mismo año en el Boletín Oficial del Estado, con la rúbrica del ministro de Cultura, Javier Solana Madariaga, y el rey, Juan Carlos I. Hoy día cuenta con el estatus de bien de interés cultural.